# سلطان‌آباد (هوراند)
سلطان‌آباد یکی از روستاهای استان آذربایجان شرقی است که در دهستان دیکله بخش مرکزی شهرستان هوراند  واقع شده‌است. این روستا ۲۸ نفر جمعیت دارد.